# Susie Abromeit
Susie Abromeit (* 15. November 1982 in Boston, Massachusetts) ist eine US-amerikanische Schauspielerin. Neben ihrer Schauspieltätigkeit ist sie auch als Sängerin aktiv.

## Leben und Karriere
Susie Abromeit wurde in Boston geboren und gehörte in ihrer Jugend zu den besten Tennisspielerinnen in den USA. Ihre Leistungen brachten ihr ein Stipendium für die Duke University ein, wo sie allerdings auf eine Schauspiel- und Musikkarriere umschwenkte.
Sie ist seit 2007 als Schauspielerin aktiv. Zunächst trat sie vor allem in Gastrollen in US-Serien wie Burn Notice, One Tree Hill oder Jung und Leidenschaftlich – Wie das Leben so spielt auf. Erste Filmerfahrungen sammelte sie in kleinen Rollen wie in Sydney White – Campus Queen, Spritztour, Beatdown oder World Invasion: Battle Los Angeles.
2012 übernahm sie in der Serie Hollywood Heights eine wiederkehrende Rolle, 2013 folgte eine in The Haves and the Have Nots. Größere Bekanntheit erlangte sie durch die Rolle der Pam in der Netflix-Serie Marvel’s Jessica Jones, die sie 2015 spielte. Ein Jahr darauf wirkte sie in der Serie Chicago Med mit.
Abromeit ist die Schwägerin des ehemaligen US-Eishockeyspielers Mike Dunham.

## Filmografie (Auswahl)
- 2007: Burn Notice (Fernsehserie, Episode 1x05)
- 2007: Sydney White – Campus Queen
- 2008: Spritztour (Sex Drive)
- 2008–2009: Jung und Leidenschaftlich – Wie das Leben so spielt (As the World Turns, Fernsehserie, 5 Episoden)
- 2009: One Tree Hill (Fernsehserie, 2 Episoden)
- 2009: Know Thy Enemy
- 2009: I Hope They Serve Beer in Hell
- 2010: Beatdown
- 2011: World Invasion: Battle Los Angeles
- 2011: A Gifted Man (Fernsehserie, Episode 1x01)
- 2011: CSI: Miami (Fernsehserie, Episode 10x09)
- 2012: Mysterious Island
- 2012: Hollywood Heights (Fernsehserie, 4 Episoden)
- 2013: CSI: Vegas (CSI: Crime Scene Investigation, Fernsehserie, Episode 13x12)
- 2013: Diving Normal
- 2013: The Glades (Fernsehserie, Episode 4x09)
- 2013: The Haves and the Have Nots (Fernsehserie, 5 Episoden)
- 2013: Snake & Mongoose
- 2013: Supernatural (Fernsehserie, Episode 9x08)
- 2013: Eine Hochzeit zu Weihnachten (Snow Bride, Fernsehfilm)
- 2014: Rake (Fernsehserie, Episode 1x10)
- 2014: Devious Maids – Schmutzige Geheimnisse (Devious Maids, Fernsehserie, 4 Episoden)
- 2014: Anatomy of Deception
- 2015: Battle Creek (Fernsehserie, Episode 1x03)
- 2015: Marvel’s Jessica Jones (Fernsehserie, 8 Episoden)
- 2015–2016: Chicago Med (Fernsehserie, 5 Episoden)
- 2016: A Perfect Christmas (Fernsehfilm)
- 2017: Code Black (Fernsehserie, Episode 2x14)
- 2017: Legends of Tomorrow (Fernsehserie, Episode 3x04)
- 2018: Almost Perfect
- 2018: SEAL Team (Fernsehserie, Episode 2x16)
- 2019: Married Young
- 2021: King Richard
- 2021: Viel Lärm um Weihnachten (Much Ado About Christmas, Fernsehfilm)
- 2021: The Forever Purge
- 2022: Love in Bloom
- 2023: Romance at the Vineyard
- 2023: Mistletoe Moments